# Keir O'Donnell
Keir O'Donnell (Sydney, 8 november 1978) is een Australisch/Amerikaans acteur.

## Biografie
O'Donnell werd geboren in Sydney als zoon van een Australische vader met Ierse afkomst en een Engelse moeder. Op achtjarige leeftijd emigreerde zijn gezin naar Worcester County (Massachusetts). 

## Filmografie

### Films
Uitgezonderd korte films.
- 2022 Ambulance - als FBI agent Anson Clark
- 2020 The Dry - als Greg Raco
- 2017 Heart, Baby - als Randy
- 2017 Gifted - als Bradley Pollard
- 2016 Incarnate - als Oliver
- 2015 Return to Sender - als Tony Desantos
- 2014 American Sniper - als Jeff Kyle
- 2014 Dawn of the Planet of the Apes - als Finney
- 2013 A Case of You – als Eliot
- 2013 Worm – als Dustin
- 2012 Complacent - als Thomas Pulchek
- 2012 Free Samples – als Danny
- 2012 The Tin Star – als Daniel Flynn
- 2010 Miss Nobody – als LJ
- 2010 When in Rome – als pastoor Dino
- 2010 The Runaways – als Rodney Bingenheimer
- 2010 Ghosts/Aliens – als Mike Stevens
- 2010 Complacent – als Thomas Pulchek
- 2009 Taking Chances – als Digger Morris
- 2009 The Mother of Invention – als Villian
- 2009 Paul Blart: Mall Cop – als Veck Simms
- 2008 Amusement – als de lach
- 2008 Pathology – als Ben Stravinsky
- 2008 Bar Starz – als Dick
- 2007 Deadbox – als Tucker
- 2007 Noise – als autodief
- 2007 After Sex – als David
- 2007 It's a Mall World – als Dennis
- 2007 What We Do Is Secret – als Chris Ashford
- 2007 Flakes – als Stuart
- 2006 Introducing Lennie Rose – als Harper
- 2006 The Break-Up – als afspraakje
- 2005 Wedding Crashers – als Todd Cleary
- 2004 Starkweather – als Bob Von Buch
- 2002 In Your Face – als Todd Jarvis

### Televisieseries
Uitgezonderd eenmalige gastrollen.
- 2023 High Desert - als Stewart - 2 afl.
- 2020 Project Blue Book - als Evan Blake - 4 afl.
- 2017-2019 Legion - als Daniel Bohr-Debussy - 3 afl.
- 2017-2108 Ray Donovan - als George Winslow - 5 afl.
- 2016-2017 Sun Records - als Dewey Philips - 8 afl.
- 2015 Fargo - als Ben Schmidt - 5 afl.
- 2011 United States of Tara – als Evan – 7 afl.
- 2010 My Generation – als Kenneth Finley – 5 afl.
- 2008 Sons of Anarchy – als Lowell – 4 afl.

- Biblioteca Nacional de España: XX4856227
- Bibliothèque nationale de France: cb16152709q (data)
- Gemeinsame Normdatei: 126414248X
- International Standard Name Identifier: 0000 0001 1478 8140
- Library of Congress Control Number: no2009180618
- Système universitaire de documentation: 250669935
- Virtual International Authority File: 100950835
- WorldCat: E39PBJqKbtp83b4xyjqTcXDrMP